# Bland (Virginia)
Bland è un census-designated place (CDP) degli Stati Uniti d'America, situato nello stato della Virginia, nella contea di Bland, della quale è il capoluogo.